# 十八仝人愛落區
十八仝人愛落區是香港一個電台深宵特約節目，由政黨民建聯出資，香港商業電台雷霆881製作。在2010年4月30日至8月6日期間，逢週六凌晨2時至6時在商台一、二台播出。由余宜發、林子傑、泰山主持，同時加入5位民建聯議員組成嘉賓主持。

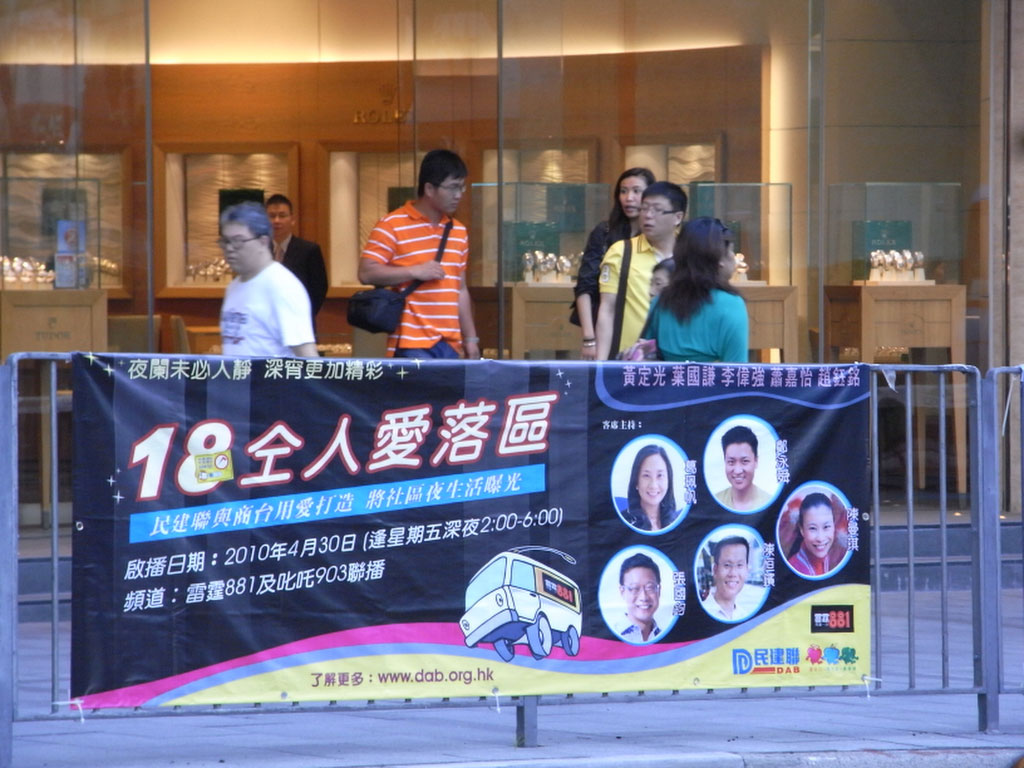
節目路邊宣傳海報

節目因被指宣傳民建聯，引起各界人士強烈抨擊；商台亦被指責接受政治宣傳節目，最終被廣播事務管理局裁定違反廣告業務守則，需要罰款和停播節目。餘下的3集節目在網上播放。

## 節目簡介
本深宵節目以香港夜晚為背景，一連18個星期，走訪香港十八區特色食肆、夜蒲好介紹及反應青年人心聲等。其中的部份時段，民建聯身份的嘉賓主持會聯同商台主持到訪18區夜蒲點，並以現場直播方式探訪夜青及市民。節目取代原先一切從音樂開始的時段播放。

## 主持
商業電台主持
- 余宜發 - 《一切從音樂開始》、《發式早餐》
- 泰山 - 《在晴朗的一天出發》、《雷霆音樂派》
- 林子傑 - 《在晴朗的一天出發》

嘉賓主持（均為民建聯成員）
- 張國鈞 - 民建聯副主席、青年民建聯首任主席
- 葛珮帆 - 沙田區議會議員、民建聯婦女事務委員會主席
- 陳曼琪 - 黃大仙區議會議員、民建聯專業事務委員會副主席
- 陳恒鑌 - 荃灣區議會議員、青年民建聯現任副主席
- 鄭泳舜 - 深水埗區議會議員、青年民建聯現任副主席

## 介紹地區
- 2010年4月30日 : 沙田區 - 沙田城門河、 沙田大會堂、中文大學、沙田馬場、烏溪沙
- 2010年5月7日 : 西貢區 - 無綫電視廣播城、海星灣、將軍澳體育館、將軍澳堆填區
- 2010年5月14日 : 大埔區 - 大埔海濱公園、太和邨、大埔工業邨、松仔園 (猛鬼橋)、林村許願樹、魚市場、鐵路博物館、養珠場

## 各方反應
商台接受民建聯以約60萬「買下」商台節目時段，自此引來商台是否政治中立的爭議。節目內容以民建聯5名力捧「新星」，其間還訪問了不少民建聯成員，首集廣播便不斷出現「民建聯與你關心社會」宣傳聲帶，民建聯之嘉賓主持又在節目推銷地區政策，更毫不顧忌邀請該黨立法會議員劉江華、陳克勤作錄音訪問，還在清晨5時半召來沙田區議員黃戊娣大談1990年代已爭取在沙田建海灘。對於首兩集廣管局收到901名公眾人士投訴，大部分針對第1集。

### 支持意見
商台策劃總監黃永一直堅稱節目並非民建聯政治廣告，並表示不會抽起節目，又強調不會削弱編輯自主。

### 反對意見
商台節目主持潘小濤在節目中狠批商台是「引入魔鬼」，最終會淪為中央電視台。另一主持李慧玲亦認為民建聯買下商台時段，明顯是要宣傳5名將要參選的「新星」。公民黨余若薇說這是雙重標準。

### 抗議行動
4月28日，《十八仝人愛落區》的廣播事件被報導後，引來不少人士批評，指商台見錢開眼。有立法會議員擔心大氣電波淪為有錢政黨的宣傳渠道。
事後有網民開設facebook群組抗議商業電台賣深宵時段予民建聯的行為，並批評商業電台此舉對不起在1967年暴動中被縱火燒死的林彬，不少網民紛紛加入群組。
4月29日，近20名社民連成員及網民，到商台門口抗議。
4月30日，商台邀請各黨派代表上《在晴朗的一天出發》討論事件，談及有關做法是否合適，期間引發激辯。商台策劃總監黃永強調不會抽起有關節目，「節目部保持編輯自主。」黃永又說，商台營業部將節目時段拿作推銷乃很自然的事。語音剛落，在場的社民連主席陶君行即插問：「咁係咪即係商台見錢開眼？」黃永聞言後，立即顯得非常激動，並重申商台不是見錢開眼。黃永之後又以近乎爆咪的聲線說話，「因為陶君行大聲，所以一定要大聲過佢。」。
同日，博客林忌在網誌中提出「救救商業電台．民建聯節目名創作大賽」，惡搞商業電台的節目表，其後被刊登在《蘋果日報》。
5月2日，政黨社民連主席陶君行及其成員在商台門外設祭壇，譴責商台見錢眼開。
5月15日 , 5名FM101民間電台成員，趁《十八仝人愛落區》於大尾篤燒烤場停車場進行戶外直播期間，將多張林彬遺照貼在外勤採訪車上，車上人員指有人拍打車窗及叫囂，感到受威脅報案求助，警方到場將5名年齡介乎16至37歲的男子帶走調查，懷疑他們在公眾地方行為不檢。其中2人成員被控擾亂秩序罪，19歲的胡永勤獲控方撤銷控罪，准以1000元簽保及守行為1年。28歲的梁穎禮在11月18日裁定公眾地方作出滋擾行為罪名成立，罰款4000元。

## 同類「特約節目」待遇大有不同

### 個別政黨被針對
香港獨立媒體有評論文章指出，香港多間電視台亦經常播放廣告雜誌介紹借貸和瘦身服務，可見同類的「包攬時段」和「特約節目」並非商台獨有，而亞洲電視和有線電視更出現大量由影音使團等教會團體特約和製作的宗教節目，在現行「禁止政黨和宗教訊息出現於廣告」的條例下，「特約節目」存在灰色地帶，但這批反對者以至公眾既往卻從未對同樣有「包攬時段」爭議的宗教團體和節目作出控訴，文章認為針對商台並不中立，是次事件亦反映民建聯受到個別政黨針對。
文章亦提到，民間電台的出現是因為政黨和議員本身都對大氣電波和發言空間若渴，在供應和需求之間，不同政黨都在尋找適合自己的發言平台，但個別政客僅針對「《十八仝人》有操控輿論之嫌」，文章認為這是陰謀論和選擇性反對。另外文章作者也指出林彬在六七暴動期間是因為敢言批評當時的左派而招殺身之禍，指斥責「商台對不起林彬」的議員和民眾是有選擇地發言，但和林氏的敢言卻是恰恰相反。

### 宗教團體買賣電視節目時段
基督徒藝人萬斯敏在創世電視邁向七周年時在創世時報撰文，表示過「『創世電視』在三個平台中播放，包括有線電視15台、香港寬頻729台、NowTV 545台，我們亦會在『亞州電視』買時段播放節目；買時段固然要付款，而三個平台每年亦需要支付平台費。」，可見教會團體與電視台同樣存在節目時段買賣的交易，做法跟《十八仝人》大同小異，但香港輿論普遍鮮對教會團體提出批評。

### 其他政黨曾主持節目
個別政黨曾擁有自己的電視節目，部分節目名稱是疑似政黨冠名，未知相關節目播放是否由政黨出資。
2005年12月，自由黨在收費電視「香港互動電視」製播了十三輯《自由港自由講》，並由該黨區議員林翠蓮、蔣世昌、梁志偉、石國強等出任嘉賓主持。
公民黨也曾於2006年在該台推出《公民夜話》，並由該黨成員︰余若薇、湯家驊、吳靄儀、張超雄、譚香文、毛孟靜、容詠嫦，以及當時有意參選香港特首的梁家傑輪流主持。
除此之外，多位民主派議員亦曾於該台《煽風點火》節目擔崗主持，當中包括劉慧卿、何俊仁、李卓人等。
而對《十八仝人》節目作出激烈反彈的社民連，亦與其他政黨在相若時間在互動電視擁有自家節目《社民串連》，該黨核心人物黃毓民、梁國雄、陳偉業、陶君行更親自主持節目。而梁國雄亦曾在該台主持足球評論節目《足球自由講》。

青年民建聯成員亦曾於該台主持一個名為《Young D o岩聽 D》的論政節目。
但該台已經停止播放所有政治節目，更名為健康生活台，其後結束營業。

## 廣管局裁決
2010年8月13日（星期五），廣播事務管理局裁定商台「沒有在有關節目中，清楚交代贊助機構的身分」及「節目有宣傳民建聯形象和利益的客觀效果」，違反廣管局的《電台節目守則》第50段及《電台廣告守則》第28段；而在《十八仝人愛落區》節目播出差不多時間，民主黨副主席劉慧卿亦有贊助商台在每小時報時訊號之前播出「呼籲市民516投票」的宣傳聲帶，同樣被指帶有政治色彩，違反電台業務守則，商台要罰款合共六萬元。。而商業電台於同日表示，尊重及接受廣管局的決定，並於即晚起停止播放本節目。令原定有18集的節目變成只有15集。因為節目被停播，所以餘下的3集節目，即灣仔、南區和新界北區採訪，上載到民建聯網頁。民建聯會根據合約向商台索償。
民建聯議員劉江華不認同節目是政治宣傳，而劉慧卿則承認自己賣的是政治廣告，但兩人均認為現時應該檢討電台廣告是否過時，劉慧卿更指出同一時間政府不斷於電視電台播出「起錨」廣告，是雙重標準，擔心影響言論自由。

## 外部連結
- 民建聯：《18仝人愛落區》網頁[永久]
- 節目重溫版面（页面存档备份，存于）（已失連，重溫需付費）

| 香港商業電台節目        |                                              |                           |
| 上一節目 一切從音樂開始 | 十八仝人愛落區 2010年4月30日 － 2010年8月6日 | 下一節目 一切從音樂開始   |
| 前一節目： 十八樓C座    | 雷霆881商業一台節目 星期五凌晨2時至早上6時       | 下一節目： 祝君早安       |
| 前一節目： 你睇我唔到   | 叱咤903商業二台節目 星期五凌晨2時至早上6時       | 下一節目： 麻利有隻小綿羊 |